# Piękny bokser
Piękny bokser (taj. บิวตี้ฟูล บ๊อกเซอร์, ang. Beautiful Boxer) – tajski dramat biograficzny w reżyserii Ekachai Uekrongtham z 2003 r., realizowany na podstawie historii jednej z najsławniejszych kathoey, czyli trans kobiety, w Tajlandii. Bohaterką filmu jest Parinya Charoenphol, była mistrzyni boksu tajskiego, która przeszła operację korekty płci w roku 1999. 